# Végbélrák

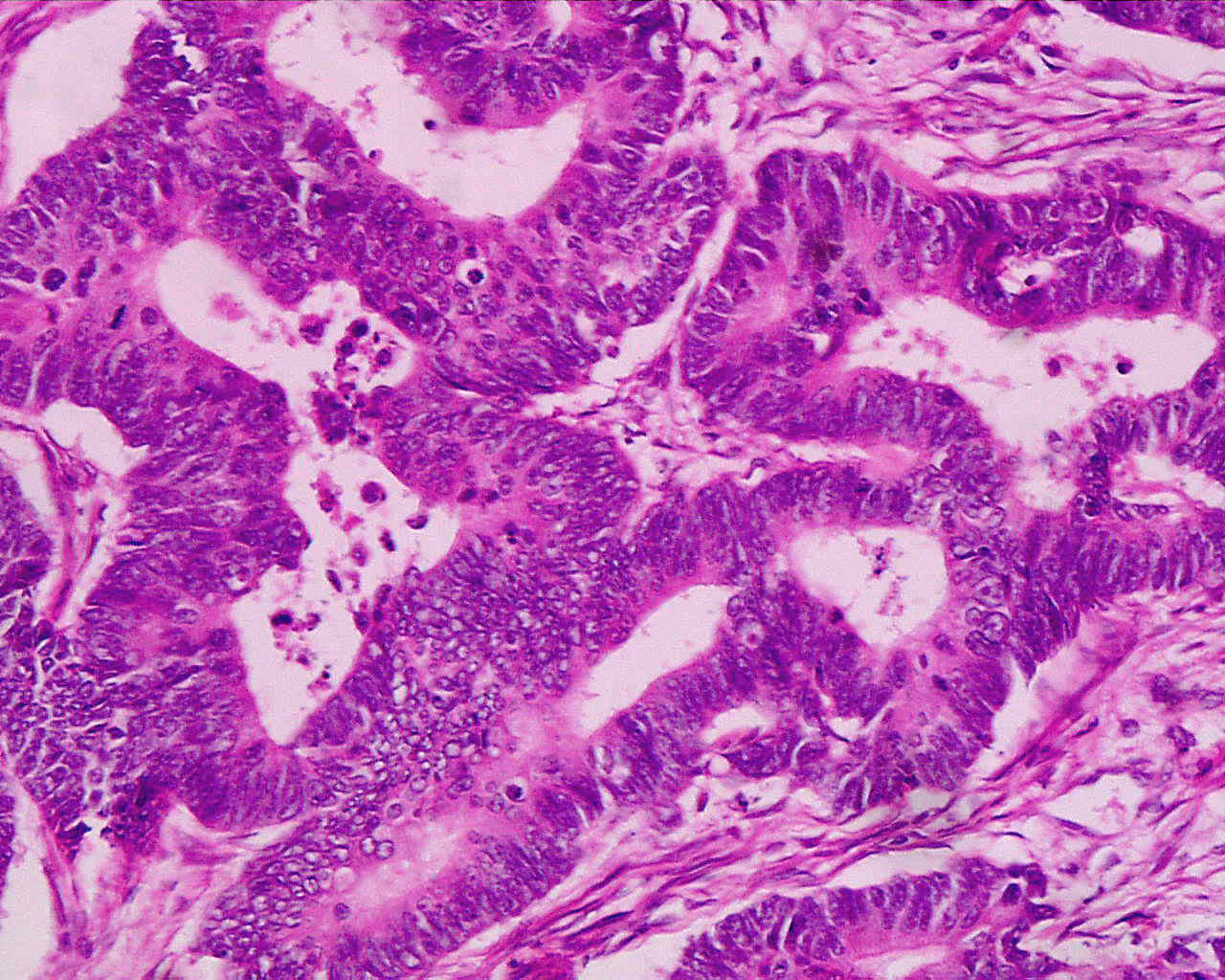
Jól differenciálódott mirigyszövet eredetű végbélrák (adenocarcinoma recti) szövettani képe (H&E festés; nagyítás 400x)

A végbélrák (rectumcarcinoma; carcinoma recti) a végbél nyálkahártyáján kialakuló, hám eredetű, rosszindulatú daganat. Általában az ötvenedik életév után fordul elő. Szövettani képét tekintve rendkívül változatos lehet. A fokozatosan nagyobbodó daganat beszűkíti a végbelet, ezzel korlátozza átjárhatóságát, majd a rosszindulatú daganatokra jellemző általános kórlefolyását követve beszüremlik a környező szervekbe, majd a nyirok és vérkeringésen keresztül távoli áttéteket (metasztázis) képez. A végbélrák lényegében a kolorektális rákok közé tartozik, így a legtöbb általános jellemzője ennek alapján tárgyalható. Külön kiemelését a végbél sajátos helyzete indokolja, amiből következik az, hogy a végbélrákok nagy része a végbélnyílás felől ujjal elérhető magasságban helyezkedik el, ezért rendszeres orvosi szűrések során időben észlelhető lehet. Ennek korlátja inkább a paciensek hasonló típusú szűrővizsgálatokkal szembeni nagyfokú – bár sok szempontból érthető – averziója. A magasabban elhelyezkedő daganatoknál, fontos a széklet vizsgálata a rejtett vérzések kimutatására, bár ez sokszor jár hamis negativitással. 

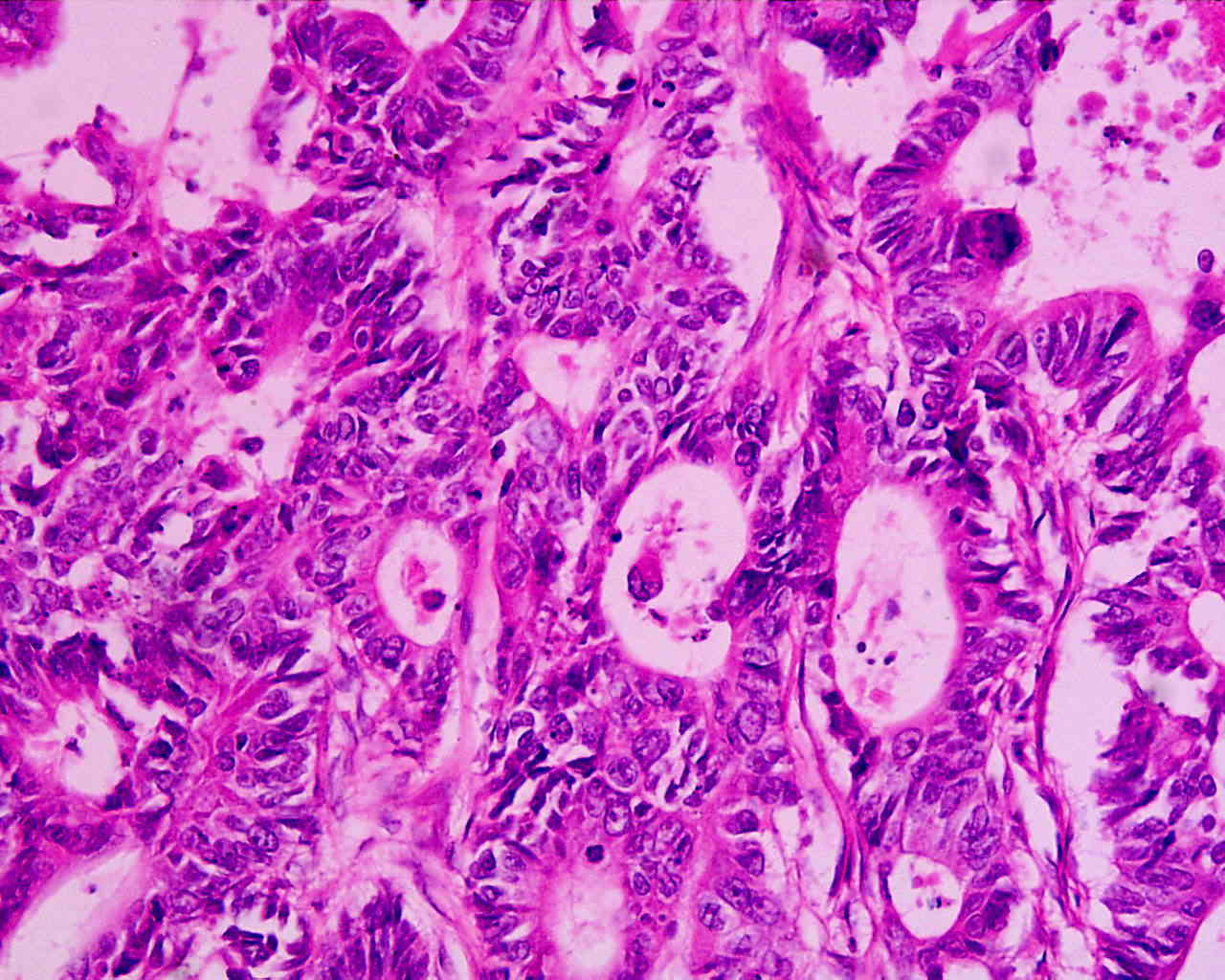
Mérsékelten differenciálódott mirigyszövet eredetű végbélrák (adenocarcinoma recti) szövettani képe (H&E festés; nagyítás 400x)

## Okok
A leggyakoribb okai a Wnt jelrendszerben bekövetkező mutációk, amelyek megnövelik a rendszer aktivitását. Ezek lehetnek öröklöttek vagy szerzettek, és a legnagyobb valószínűség szerint a bélrendszer egyszerű csöves mirigyeinek (Lieberkühn-féle kriptáknak) sejtjeiből indulnak ki. A legáltalánosabban mutáló gén az APC-gén, amely az APC fehérje termelődéséért felelős. Az APC fehérje a β-katenin-felhalmozódást „fékezi”. Ennek elmaradásakor a felhalmozódott β-katenin a sejtmagba jutva a DNS-molekulákhoz kötődik, és aktiválja azoknak a géneknek az átírását (transzkripció), amelyek normál körülmények között a sejtek megújulásáért és differenciálódásáért felelősek, azonban abnormálisan magas hatást kifejtve rákot okoznak. A legtöbb vastagbélrákban az APC-mutáció a fő ok, ugyanakkor egyes vastagbélrákokban a β-katenin magas szintjéért felelős fehérje lebontását serkentő fehérje termelődését szabályozó CTNNB1 (vagy más hasonló működésű) gén mutációja a felelős. Az előbbiekhez más mutációknak is kell társulnia, hogy a vastagbélrák kialakuljon. Más gének viszont onkogének, amelyek hatása túlságosan érvényesül a daganat kialakulást gátló génekkel szemben.

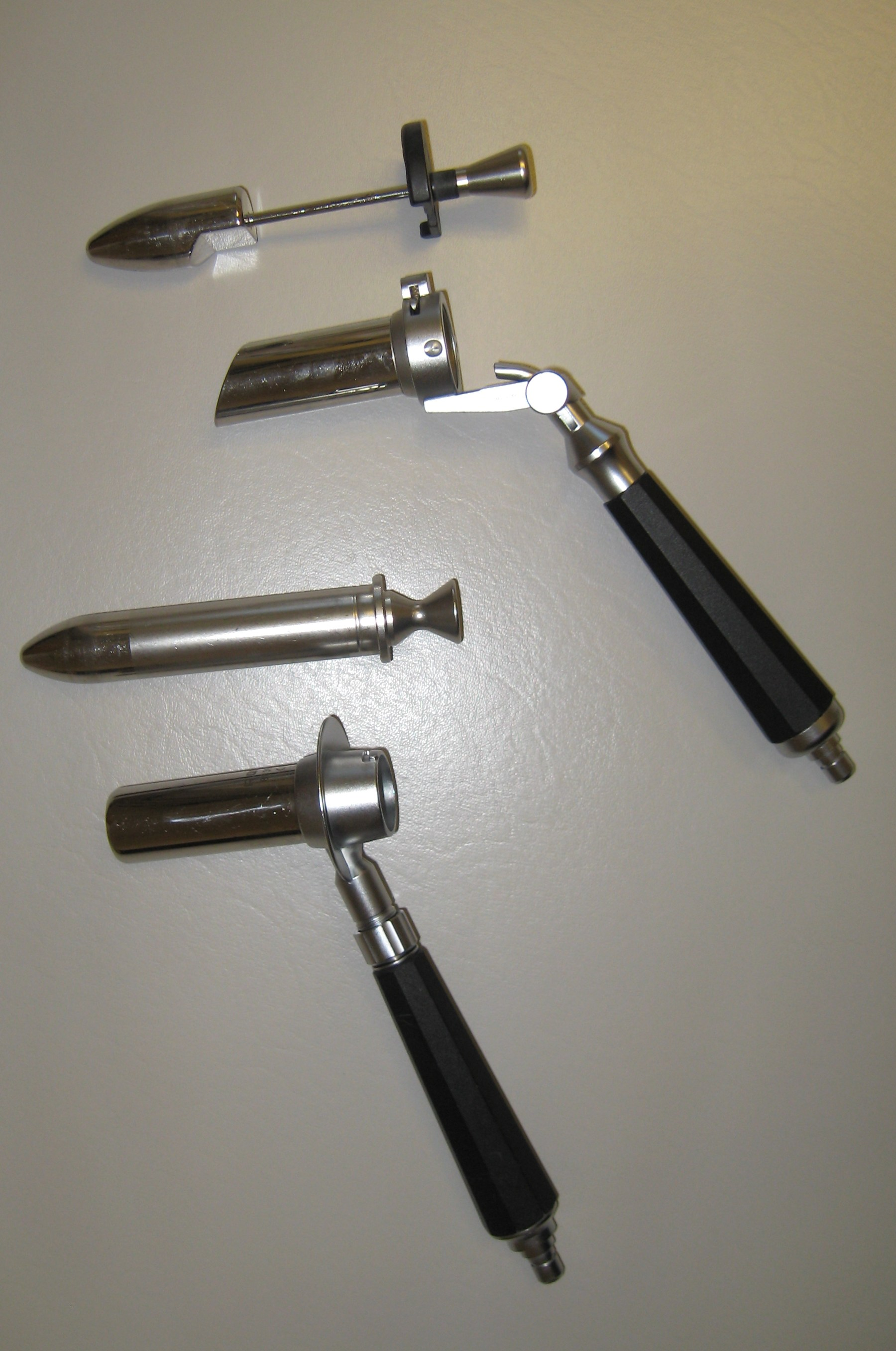
Két különböző típusú rektoszkóp (szétszedve)

## Kockázati tényezők
- Életkor
- Polipok (általában a jóindulatú daganatok)
- Korábban már megvolt vastagbél (és pl. női nemi szervi daganatok, férfiaknál prosztatarák)
- Családi halmozódás ~ (Örökletes tényezők)
- Dohányzás
- Helytelen táplálkozás (Sok vörös hús, kevés rostos anyag)
- Epesav (Vastagbélben a baktériumok hatására keletkező lithocholsav)
- Vírusok (HPV, HIV)
- Gyulladás
- Szelénhiány
- Ösztrogének adagolása (fogamzásgátlóként vagy terápiás célból)
- Alkohol

## Védő faktorok
Általában a bélrákok esetében bizonyos tápanyagok és ételek fogyasztása pozitívan befolyásolja a bélrákok kialakulásának kockázatát. 
Védő faktorok többek között:
- Rostdús étrend

A rostdús étrend abban az esetben jelent védő faktort ha a rostban gazdag étrend megfelelő mennyiségű nyers zöldséget tartalmaz, arányaiban kevesebb fehérjebevitel, és rendszeres halfogyasztás mellett.  
- Kalcium

A kalcium védőhatása nem bizonyított.  
- Aszpirin

A hosszú távon, (éveken keresztül) legalább minden másnap szedett kis mennyiségű aszpirin csökkenti a bélrákok kialakulásának kockázatát. Viszont vizsgálatok szerint mellékhatásként a hosszú távon aszpirint szedő egyének kétharmadában okozott emésztőrendszeri vérzést az aszpirin.  
- C vitamin
- Folsav (B9-vitamin)

## Gyakoriság
A vastagbél- és végbélrák (kolorektális rák) a harmadik leggyakoribb rákféleség a világon. Előfordulása világszerte emelkedő gyakoriságot mutat, különösen a világ gazdaságilag fejlett országaiban. Statisztikai adatok alapján napjainkban az emberek mintegy 5%-át érinti ez a betegség, az összes rosszindulatú daganatnak megközelítőleg 15%-a vastag- és végbélrák. Az új esetek számát 2008-ban 1,28 millióra becsülték, a halálozások számát pedig több mint 600 000 főre. Hazánkban évente kb. 8000 új megbetegedés van, a halálozások száma megközelíti az 5000 főt. (A különböző forráshelyekről származó adatok jelentősen eltérhetnek).

## Panaszok és tünetek
A végbél- és vastagbélrák gyanúját felvető leggyakoribb panaszok tünetek a hasmenés vagy székrekedés, illetve a kettő váltakozása, székelési panaszok, véres széklet (ez gyakran csak kémiai módszerekkel észlelhető), az általános emésztőrendszeri panaszok, hasi felfúvódás és hasi görcsök. A tartós közérzetromlás és fáradékonyság, a vérszegénység, a testsúly csökkenése ugyancsak utalhatnak a betegségre. Mindezek azonban nem specifikus tünetek, több más betegség is okozójuk lehet, azaz észlelésük esetén beható kivizsgálásra van szükség.

## Diagnosztika
Szűrővizsgálatokhoz a tapintásos vizsgálat, a vérzés kimutatása az alapvető módszerek. Behatóbb vizsgálathoz a végbéltükrözés (rektoszkópia), a kinyert szövetdarabok kórszövettani vizsgálata, a vastagbél magasabb szakaszainál a vastagbéltükrözés, illetve az azt mindinkább helyettesítő CT vizsgálatok használhatók fel. Kiterjedt és bizakodásra okot adó vizsgálatok folynak a vérből laboratóriumi módszerekkel kimutatható sajátos fehérjék, szabad DNS-ek és más jelzőanyagokra vonatkozóan is.
Bár évek óta gyanakvóan tekintették azt a jelenséget, hogy vastagbél-, ill végbélrákos betegek vérében, vagy szívében egy baktériumot, Streptococcus Gallolyticus-t (SG) mutattak ki, de mivel ez nem volt általános jellemző a kapcsolatot nem tudták megerősíteni. 2010-ben kiderült, hogy a SG könnyen a bélfalhoz tapad és vonalán tovább terjed, ezt a helyet preferálja. Erre az amerikai (USA) Texas-i egyetem (University of Texas) egyik kutatócsoportja, a tényeket összekapcsolva azt a magyarázatot találta, hogy a baktérium katalizátorként hat a vastagbél-, végbélrák terjedésében. Ezzel a megállapítással az a javaslat azonos, hogy a rák terjedését lassítani lehetne, ha ennek a baktériumnak a jelenlétét valami szűrővizsgálattal megállapítanánk és azt eltávolítanánk.

## Terápia
Műtét, sugárkezelés, citosztatikumok a daganat stádiumának megfelelően, szakorvos(ok) által meghatározott módon.

## Prognózis
A kórfolyamat előrehaladottságától függ. Az I. és II. stádium (TNM: Malignus tumorok stádiumai; Részletesen lásd a Méhnyakrák című szócikkben) műtéti kezelésénél 90%-os 5 éves túlélésről is beszámolnak. A beteg együttműködése és lelki beállítottsága (gyógyulni akarása) nagyon fontos tényező. A betegség előrehaladásával az esélyek gyorsan romlanak..

## Megjegyzés
Különböző médiumokon szereplő - többnyire reklámízű - "felvilágosító fórumok" expressis verbis (egy az egyben) sokszor nem restellik deklarálni, hogy ez vagy az a rák, márpedig köztudottan gyógyíthatatlan. A különböző rosszindulatú daganatok úgy válnak mindinkább gyógyíthatóvá, ahogy a felismerés, a hajlamosító tényezők, a megelőzés, a genetikai okok feltárásában egyre előbbre jut a tudomány. Sajnos a legutóbb említett területen a legnagyobb a lemaradás. A hajlamosító tényezők jelentős része, már sok esetben, korábban is ismert volt. Sőt, ezeket kórokként kezelték. Persze hol volt még a genetika! Mára már világos, hogy a genetikai adottságok és a környezeti tényezők együttes hatására alakulnak ki a rosszindulatú daganatok. Még persze kiderítésre vár, hogy a genetikai tényezők egyes esetekben milyen mértékben játszanak szerepet, öröklöttek vagy esetleg szerzettek, megelőzhetőek vagy javíthatók (génsebészet), stb. Ez persze nem jelent vigasztalást a betegségben jelenleg szenvedőknek. Ma még a nagy költséggel és korlátozott hozzáféréssel, valamint nagyon rossz mellékhatásokkal járó beavatkozásoké a fő szerep. Az eddigiek is azt mutatják, hogy a rák/rákok megelőzhetőek és bizonyos stádiumokig gyógyíthatóak. Ehhez az orvostudománynak kell eljutnia a megfelelő szintre, valamint rendelkeznie a korszerű diagnosztikai és gyógyító eszközrendszerrel. 

A Wnt (nagyjából) = Fehérjék által közvetített jelátvitel. A Wnt jelzőrendszer azon fehérjék rendszere, amelyeknek szerepe az embriogenezisben és a rák/rákok kialakulásában a legjobban ismert, de a felnőtt szervezet normál élettani folyamataiban is szerepet játszik.